# Schizoglossum cordifolium
Schizoglossum cordifolium är en oleanderväxtart som beskrevs av Ernst Meyer. Schizoglossum cordifolium ingår i släktet Schizoglossum och familjen oleanderväxter. Inga underarter finns listade i Catalogue of Life.